# Сергеев, Николай Николаевич
Николай Николаевич Сергеев (род. 13 февраля 1940, Харьков) — украинский советский партийный деятель, секретарь Киевского городского комитета КПУ.

## Биография
Трудовую деятельность начал в 1959 году техником-конструктором.
Образование высшее. Окончил Киевский политехнический институт.
В 1965—1967 годах — на комсомольской работе: секретарь Жовтневого районного комитета ЛКСМУ города Киева.
Член КПСС с 1966 года.
В 1967—1973 годах — начальник отдела, начальник цеха, начальник производства Киевского завода «Радиоприбор». В 1973—1975 гг. — секретарь партийного комитета КПУ завода «Радиоприбор» Киевского производственного объединения имени Королева.
В 1975—1977 годах — 2-й секретарь Жовтневого районного комитета КПУ города Киева. В 1977 — апреле 1983 года — 1-й секретарь Жовтневого районного комитета КПУ города Киева. Окончил заочную Высшую партийную школу при ЦК КПСС.
В апреле 1983—1990 года — секретарь Киевского городского комитета КПУ.
Потом — на пенсии в городе Киеве.

## Награды
- орден Дружбы народов (27.11.1980)
- медали